# Institutul Național al Magistraturii
Institutul Național al Magistraturii este o instituție publică cu personalitate juridică, aflată în coordonarea Consiliului Superior al Magistraturii care funcționează în baza legii nr. 304/2004 pentru organizarea judiciară, legii nr. 303/2004 privind statutul magistraților și a legii nr. 317/2004 privind Consiliul Superior al Magistraturii. Regulamentul Institutului Național al Magistraturii aprobat prin Hotărârea nr. 320/2005 a Consiliului Superior al Magistraturii, cu modificările și completările ulterioare.
Institutul se preocupă de formarea inițială a viitorilor magistrați (judecatori și procurori) precum și de formarea profesională continuă a magistraților care sunt deja în funcție.
INS este membră a proiectului Vin Codurile 